# Tevfik Fikret Uçak
Tevfik Fikret Uçak (* 23. Dezember 1933 in Samsun; † 11. Juli 2003 in Istanbul) war ein türkischer Filmregisseur, Drehbuchautor und Filmschauspieler.
Uçak studierte an der Universität Istanbul Kunstgeschichte; dort kam er 1951 zu einer kleinen Rolle als Schauspieler beim Film, was er einige Male wiederholte. Seine wahre Aufgabe fand er ab 1959 als Regisseur; in dieser Position drehte er zwischen 1959 und 1995 fast 60 Produktionen; meist preisgünstige, kurze Abenteuer- und Actionware. Für mehr als 30 Filme verfasste er alleine oder in Zusammenarbeit mit Koautoren auch das Drehbuch.
Zu Uçaks Regiearbeiten zählt unter anderem der 1973 entstandene kuriose Actionfilm 3 dev adam.

## Weblink
- Tevfik Fikret Uçak bei IMDb